# Bieniakonie
Bieniakonie (biał. Беняконі, Bieniakoni) – agromiasteczko (dawniej miasteczko) na Białorusi w rejonie woronowskim obwodu grodzieńskiego, przy granicy z Litwą.
Miasto duchowne położone było w końcu XVIII wieku w powiecie lidzkim województwa wileńskiego.
Znajdują się tu rzymskokatolicka parafia św. Jana Chrzciciela w Bieniakoniach oraz stacja kolejowa Bieniakonie, położona przy linii kolejowej Wilno - Lida. Jest to białoruska stacja graniczna na granicy z Litwą.

## Historia
Na początku 1919 roku Bieniakonie zostały zajęte przez bolszewików. 17 kwietnia 1919 roku o godzinie 16:15 straż przednia 1. Brygady Jazdy Wojska Polskiego pod dowództwem mjr. Władysława Beliny-Prażmowskiego zajęła miejscowość bez walki. Dokonano tego w trakcie ofensywy przeciwko bolszewikom, której celem było odbicie z ich rąk Wilna. Miejscowa polska ludność przyjęła kawalerzystów entuzjastycznie.
Za II Rzeczypospolitej miejscowość była siedzibą wiejskiej gminy Bieniakonie w województwie nowogródzkim.
Uwiecznione w pejzażu Stanisława Jarockiego z 1927 pt. "Złota jesień w Bieniakoniach"  oraz w utworze wileńskiego poety Sławomira Worotyńskiego Jesienne Bieniakonie,,  Live in Ejszyszki, zaprezentowanym przez zespół Korona w balladzie z muzyką Krzysztofa Dziermy na XXXI MFP Maj nad Wilią 2024.

## Zabytki
- kościół św. Jana Chrzciciela, pocz. XX wieku zaprojektowany przez Tadeusza Rostworowskiego (1901)[8]
- stacja kolejowa, pocz. XX wieku
- folwark, 2 poł. XIX wieku
- na cmentarzu przy kościele katolickim znajduje się grób Maryli Wereszczakówny

## Zobacz też

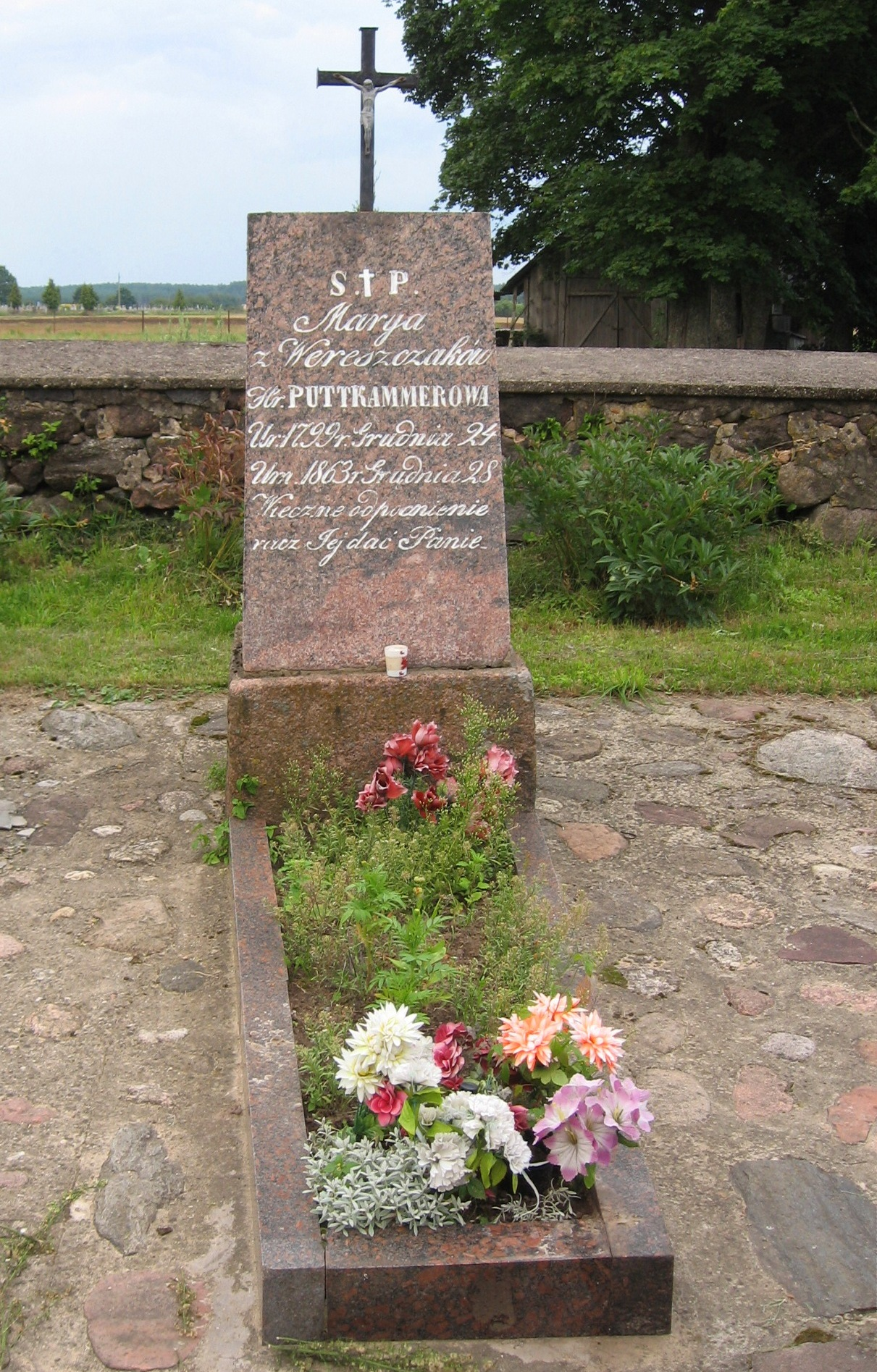
Grób Maryli Wereszczakówny